# Иславин, Лев Владимирович
Лев Владимирович Иславин (5 (17) апреля 1866 — 28 июня 1934) — русский дипломат; художник-любитель, библиофил, коллекционер. Действительный статский советник (с 6.04.1914).

## Биография
Родился в Санкт-Петербурге 5 (17) апреля 1866 года — сын члена Совета министра земледелия и государственных имуществ Владимира Александровича Иславина (1818—1895), двоюродный брат жены Л. Н. Толстого С. А. Берс. Отцу принадлежало 3000 десятин земли в Самарской губернии.
В 1889 году окончил Императорское училище правоведения и 19 мая был причислен к 1-му департаменту Министерства юстиции; с 25 октября 1890 года — сверхштатный чиновник в Департаменте личного состава и хозяйственных дел Министерства иностранных дел; 27 января 1893 года был переведён на службу в Министерство внутренних дел и назначен и. д. советника Олонецкого губернского правления. В 1895 году вернулся в Министерство иностранных дел и был назначен вице-консулом в Вену; с 7 июня 1900 года — консул в Фиуме, с 29 января 1901 года — в Риме; 19 мая 1903 года был произведён в коллежские советники и 5 сентября того же года был назначен генеральным консулом в Ницце. С 1907 по 1914 год — генеральный консул в Вене.
Был награждён орденами Св. Анны 3-й ст. (14.05.1896), Св. Станислава 2-й ст. (14.04.1902) и Св. Анны 2-й ст. (1908); имел иностранные ордена: бухарской Золотой звезды 3-й ст. (1893), итальянский Св. Маврикия и Лазаря (офицерский крест; 08.04.1904), Почётного легиона (офицерский крест; 1906), мекленбургский орден Грифа (командорский крест; 1906). Имел медали в память царствования императора Александра III и в память 300-летия царствования Дома Романовых.
С 1916 года был посланником при дворе короля Черногории Николая I, находившегося в изгнании в Бордо (Франция) после оккупации Черногории австро-венгерской армией; после Февральской революции оставался при нём дипломатическим представителем Временного правительства, а после Октябрьской революции — белогвардейских правительств России. В списке адресов представителей Совещания послов на 1 октября 1926 года Л. В. Иславин значился его представителем в Вене.
Был женат на троюродной сестре Софье Леонидовне Исленьевой (?—1931), супруги имели четырёх сыновей, включая Льва Львовича (1896—1920).
Когда в 1931 году умерла жена, к нему в Баден переехала, также находившаяся в эмиграции, сестра Любовь Владимировна — бывшая фрейлина княгини Елены Петровны. К этому времени он был практически без средств, но вместе жить было немного легче.
Умер в Австрии 28 июня 1934 года.
Л. В. Иславин был одним из инициаторов создания Русской читальни (библиотеки) им. Н. В. Гоголя в Риме. Перевёл на английский язык и в 1929 году издал в Лондоне переписку Л. Н. Толстого и его двоюродной сестры А. А. Толстой: «The letters of Tolstoy and his cousin Countess Alexandra Tolstoy (1857—1903)».
Прототип «дяди Левы Исловина» в романе О. А. Ильиной-Боратынской «Канун Восьмого дня».